# Boz, Alba
Boz (mai demult, Buzdu; în dialectul săsesc Buss, Bus, în germană Bußd, Bussd, Bussendorf, în maghiară Buzd) este un sat în comuna Doștat din județul Alba, Transilvania, România.

## Istoric
În trecut a fost o comună de sine stătătoare, în cadrul plasei Miercurea Sibiului.

## Istorisiri locale
În timpul celui de-al Doilea Război Mondial, unii locuitori sași din Boz au fost recrutați în trupe germane  pentru a merge pe frontul din Rusia. La plecare, ei au scris pe trenul care urma să îi ducă pe front următorul avertisment: "Stalin, apără-ți mustața! Vin bozenii!" Ca urmare a acordului cu URSS, după încheierea celui de-al Doilea Război Mondial statul român a permis deportarea în lagăre de muncă a propriilor cetățeni de etnie germană, ca reparații de război. Din satul Boz, ca și din celelalte localități izolate din Ardeal, au fost deportați, împotriva acordurilor în vigoare și a practicilor vremii, și tinerii cu vârste sub 18 ani și mame cu copii foarte mici. Mulți dintre ei nu s-au mai reîntors, pierind în deportare.

## Demografie
La recensământul din 1930 au fost înregistrați 1.213 locuitori, dintre care 633 români, 541 germani, 33 țigani, 5 maghiari ș.a. Sub aspect confesional populația era alcătuită din 539 luterani, 377 ortodocși, 291 greco-catolici, 12 baptiști ș.a.

## Monumente
În localitate se găsește o biserică evanghelică-luterană fortificată, din anul 1523.

## Imagini

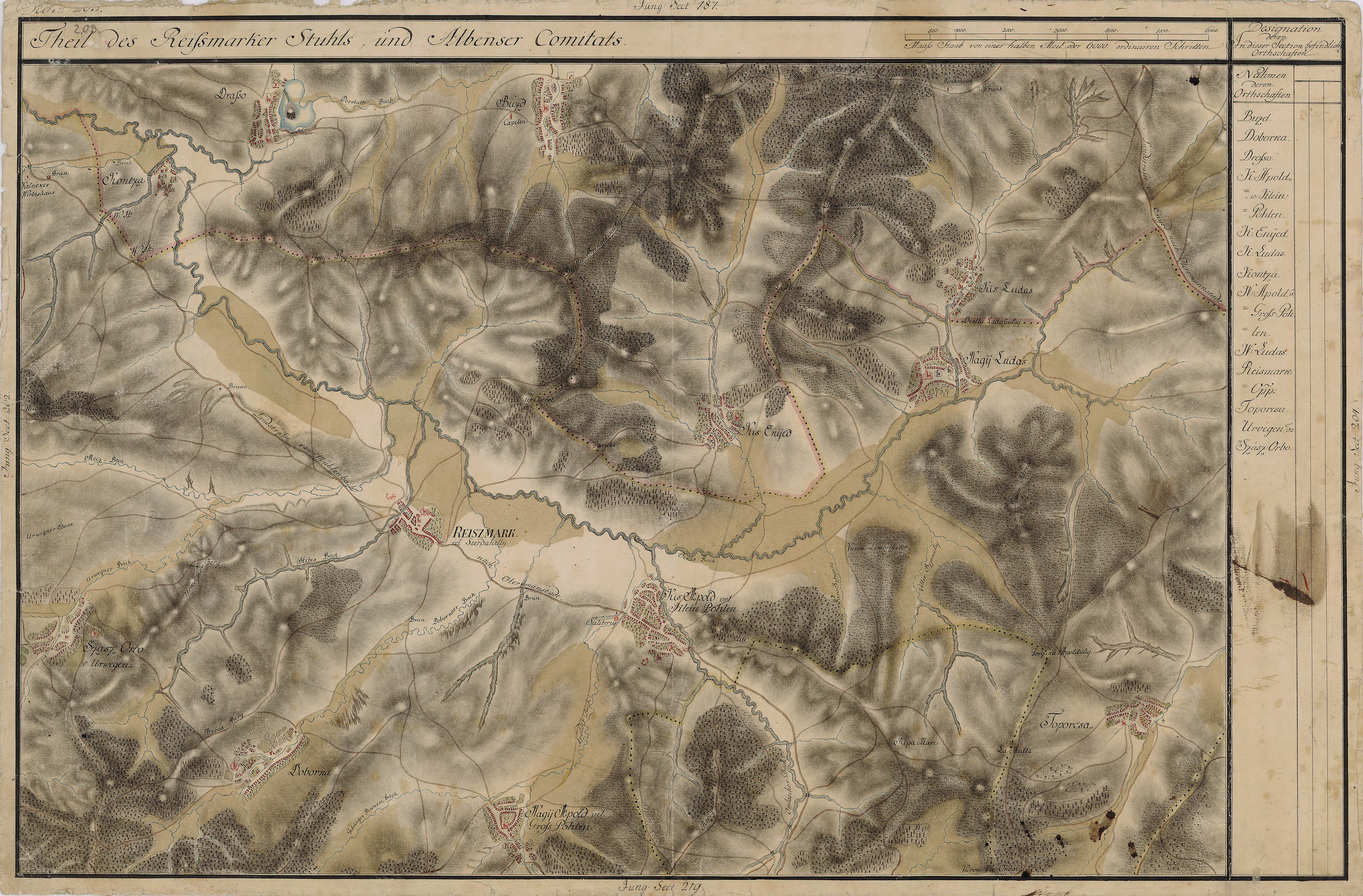
Boz în Harta Iosefină a Transilvaniei, 1769-1773
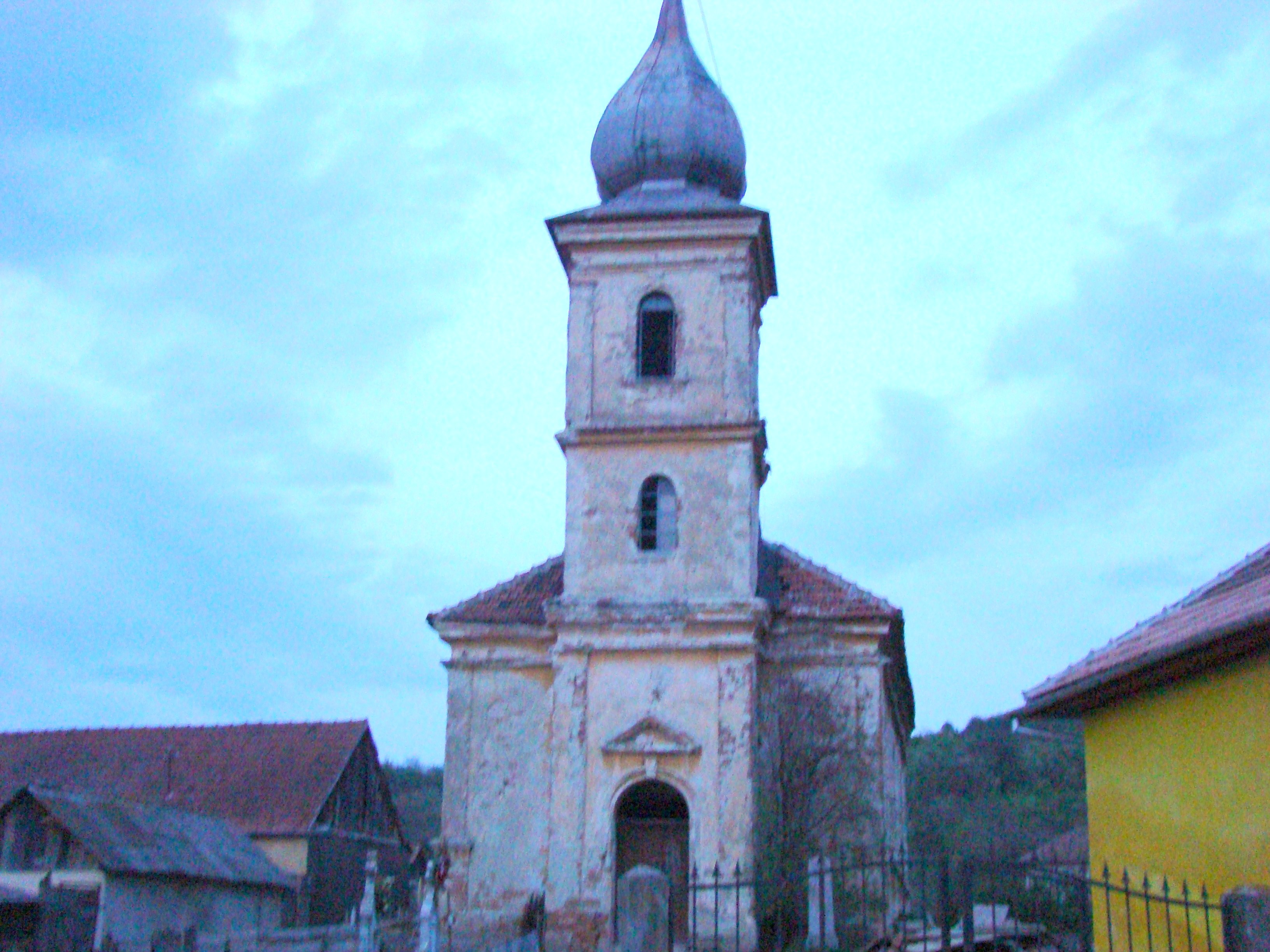
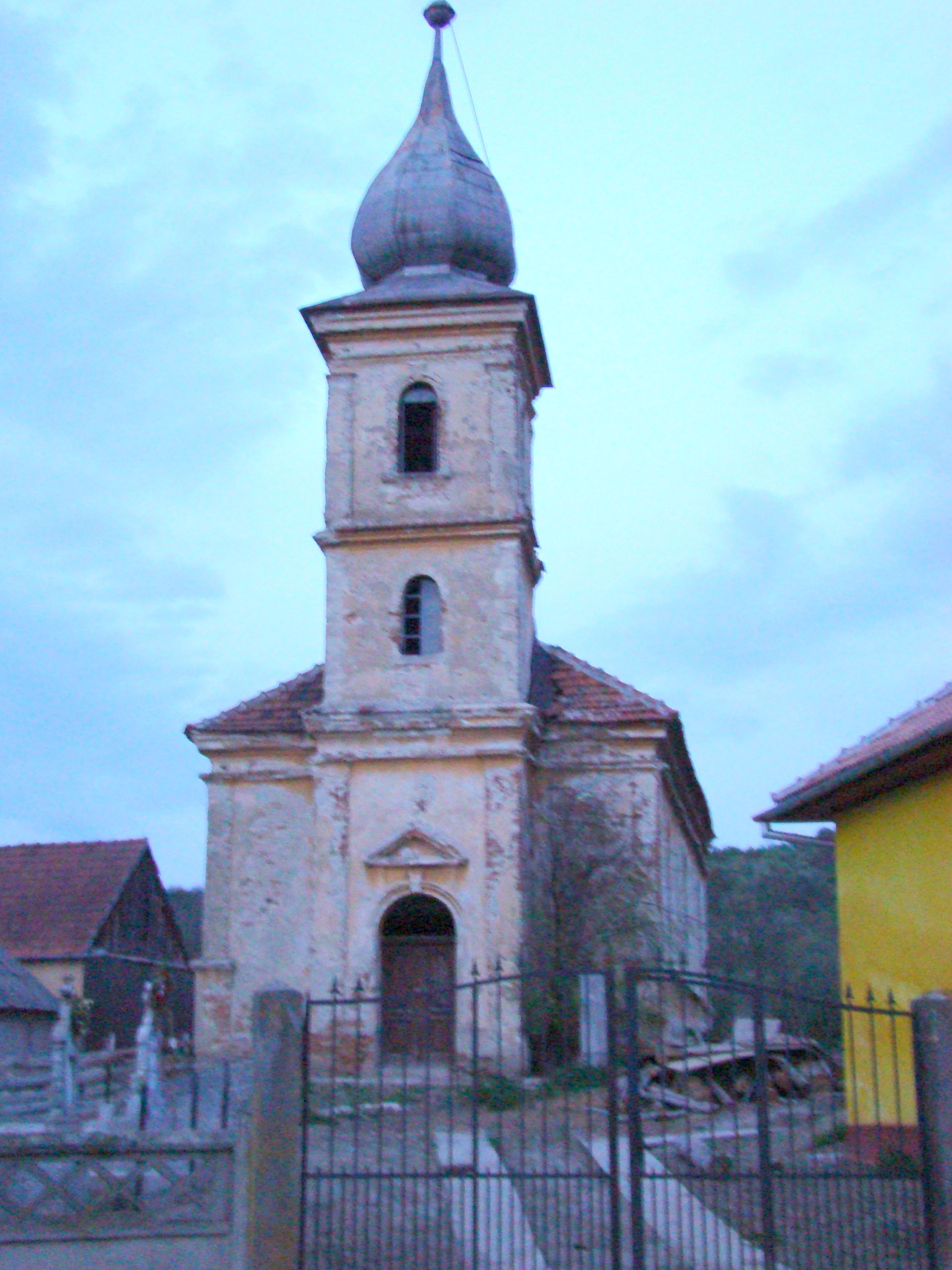
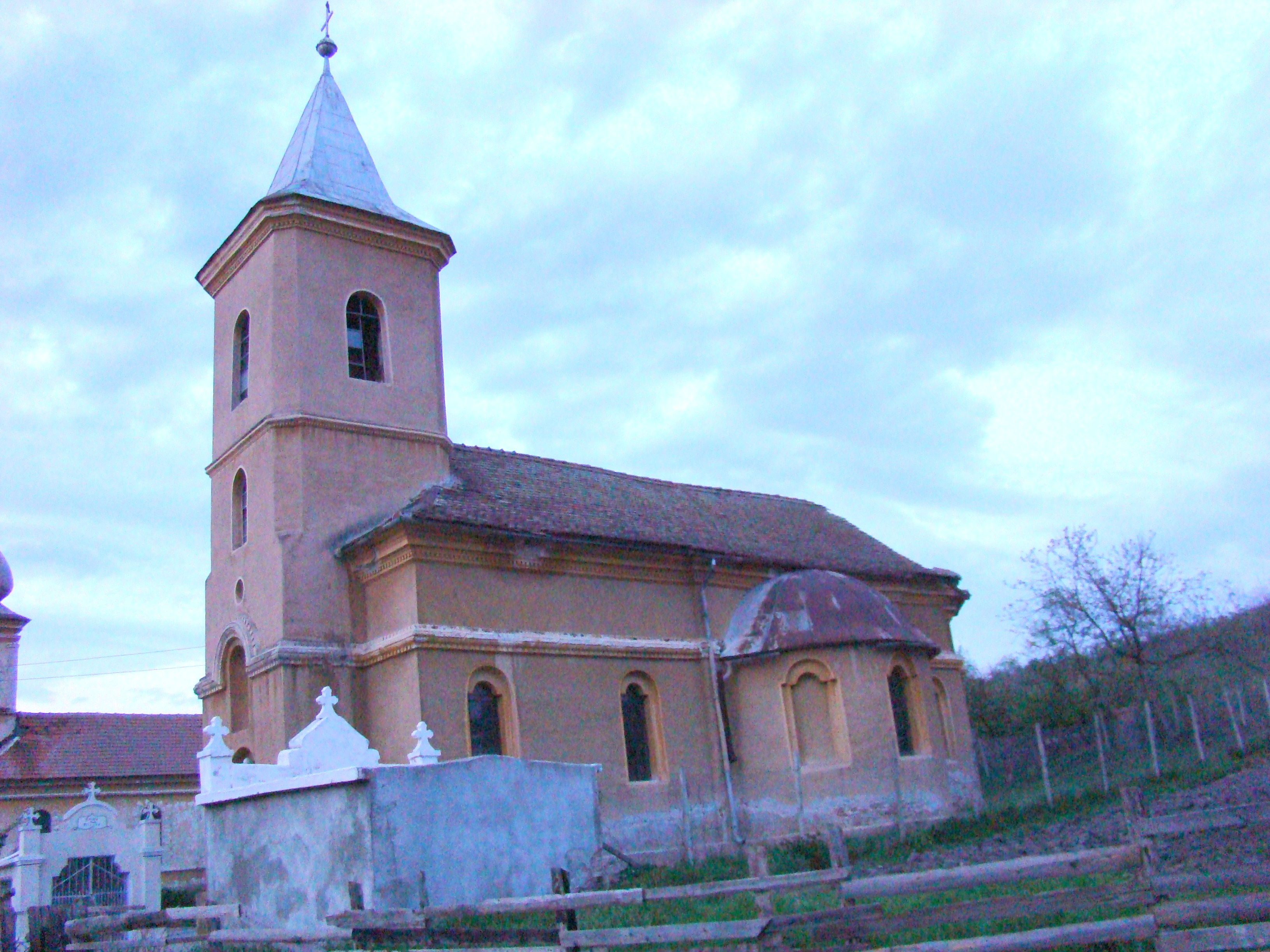
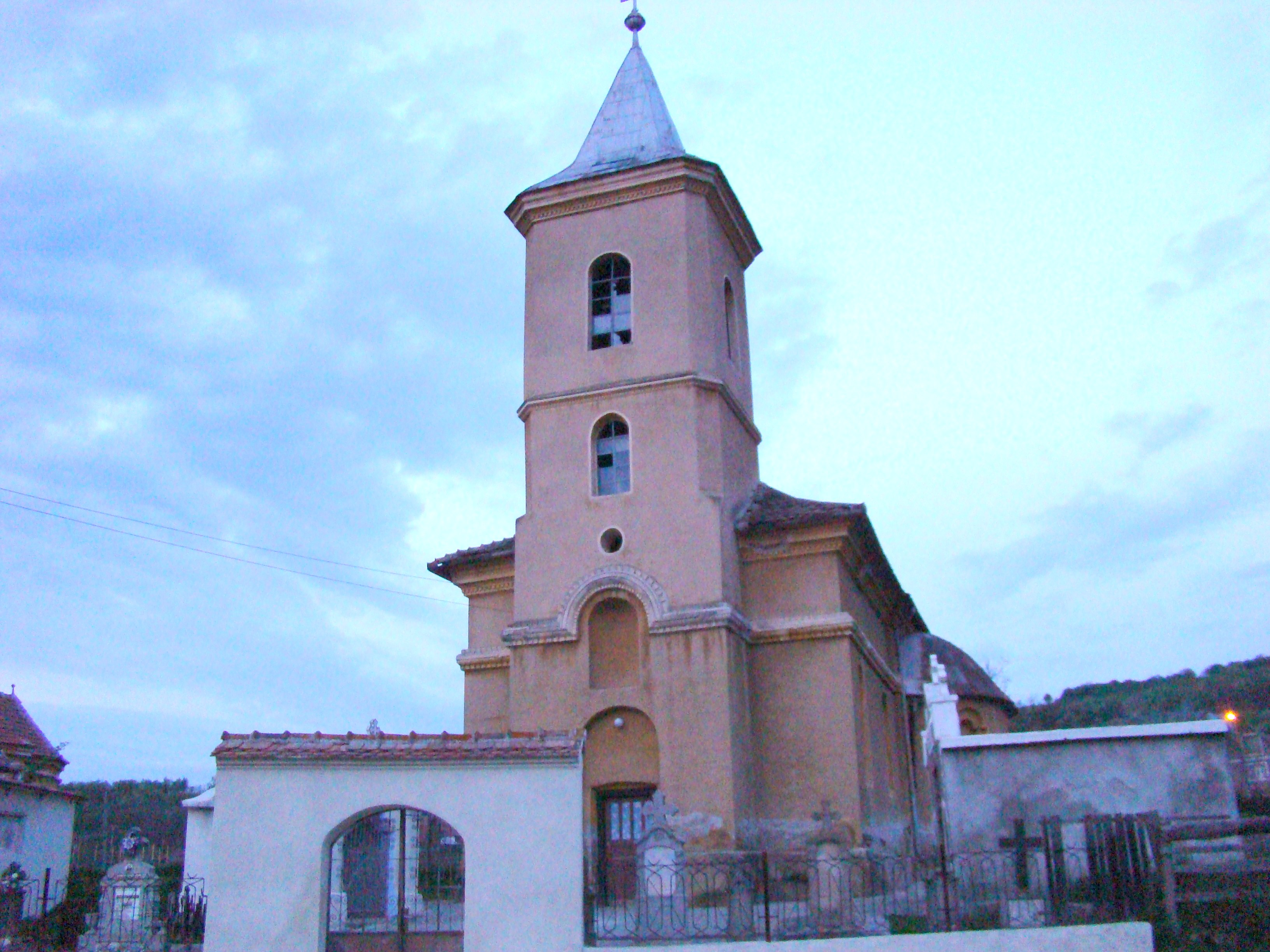
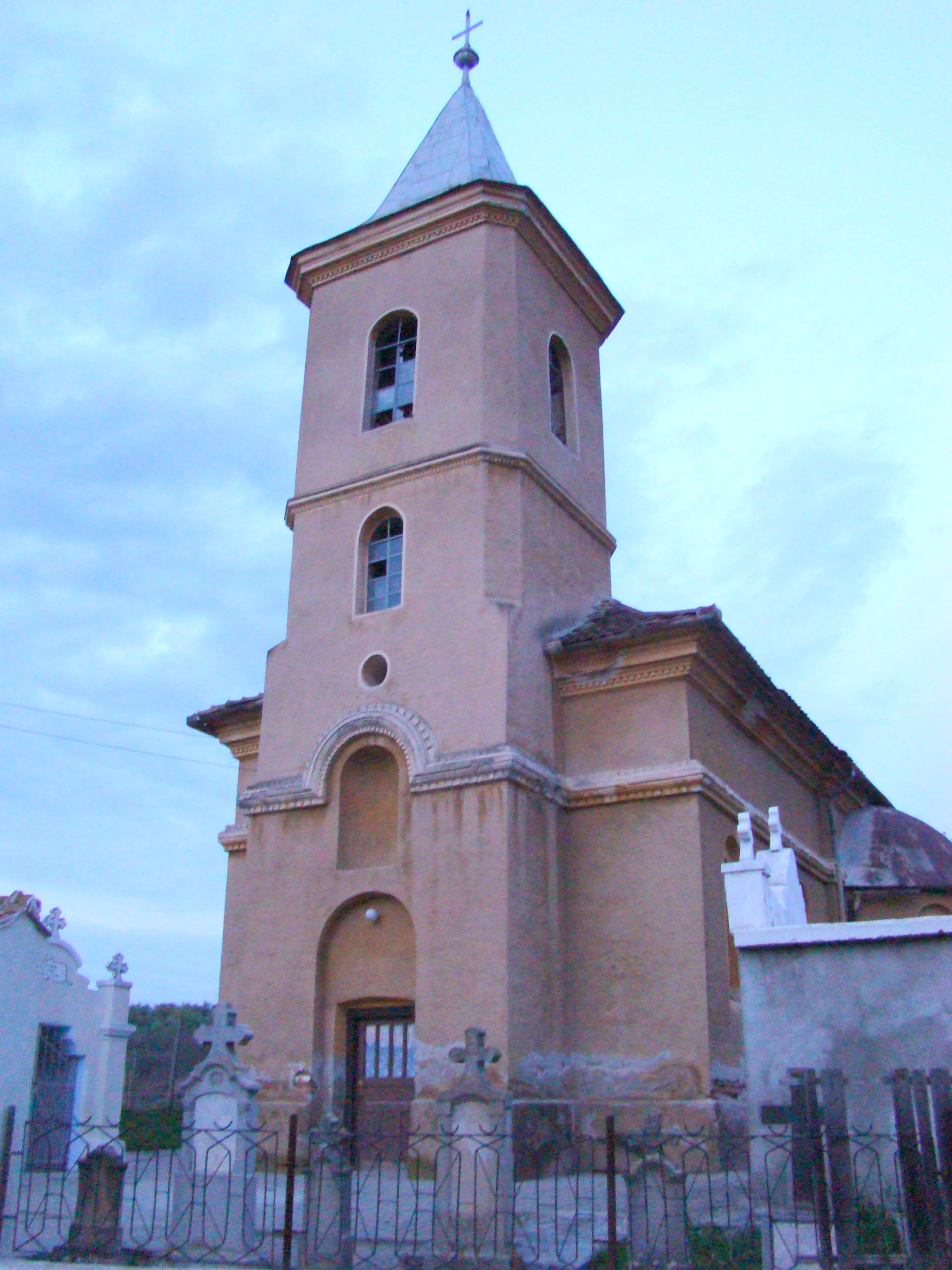
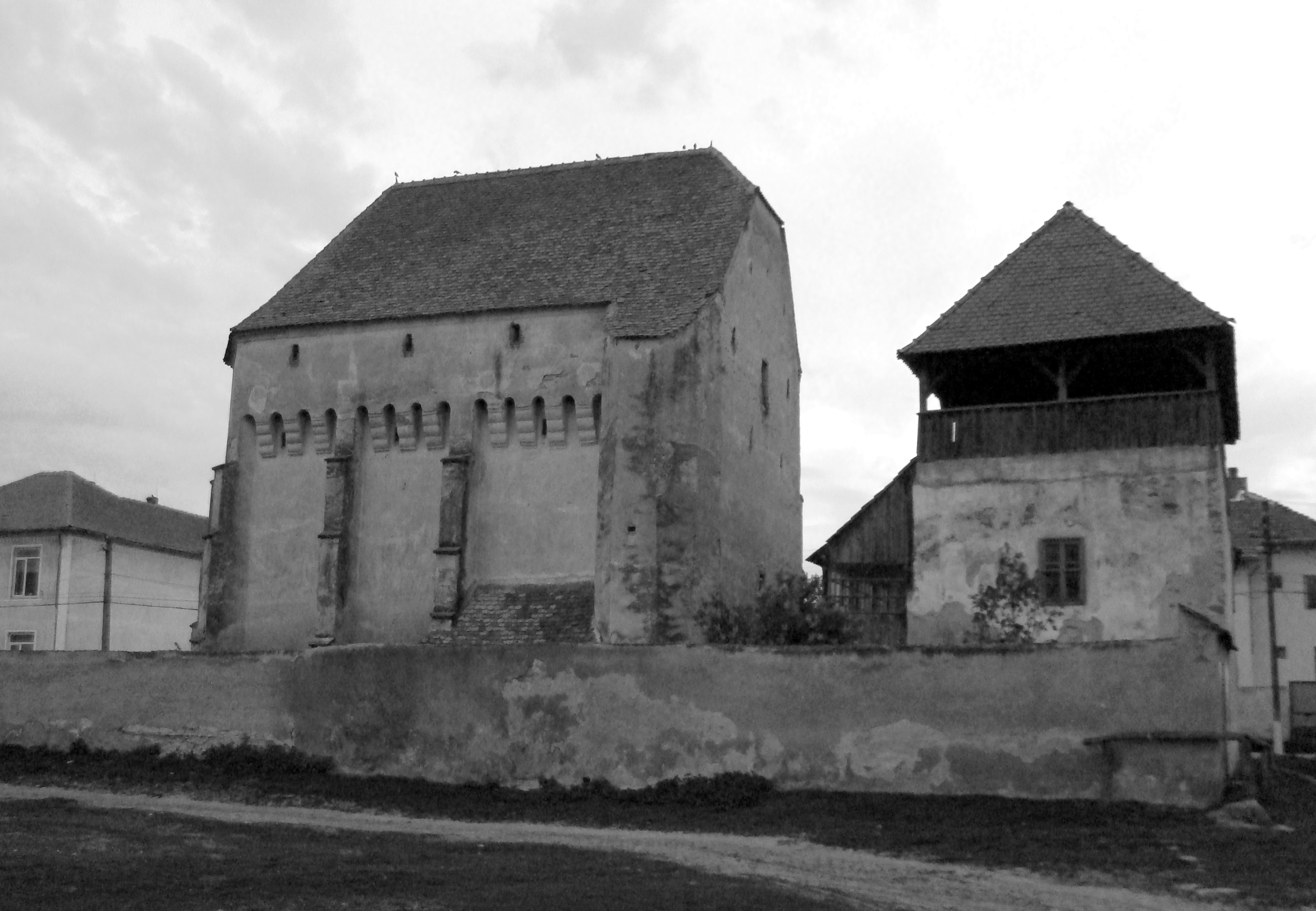
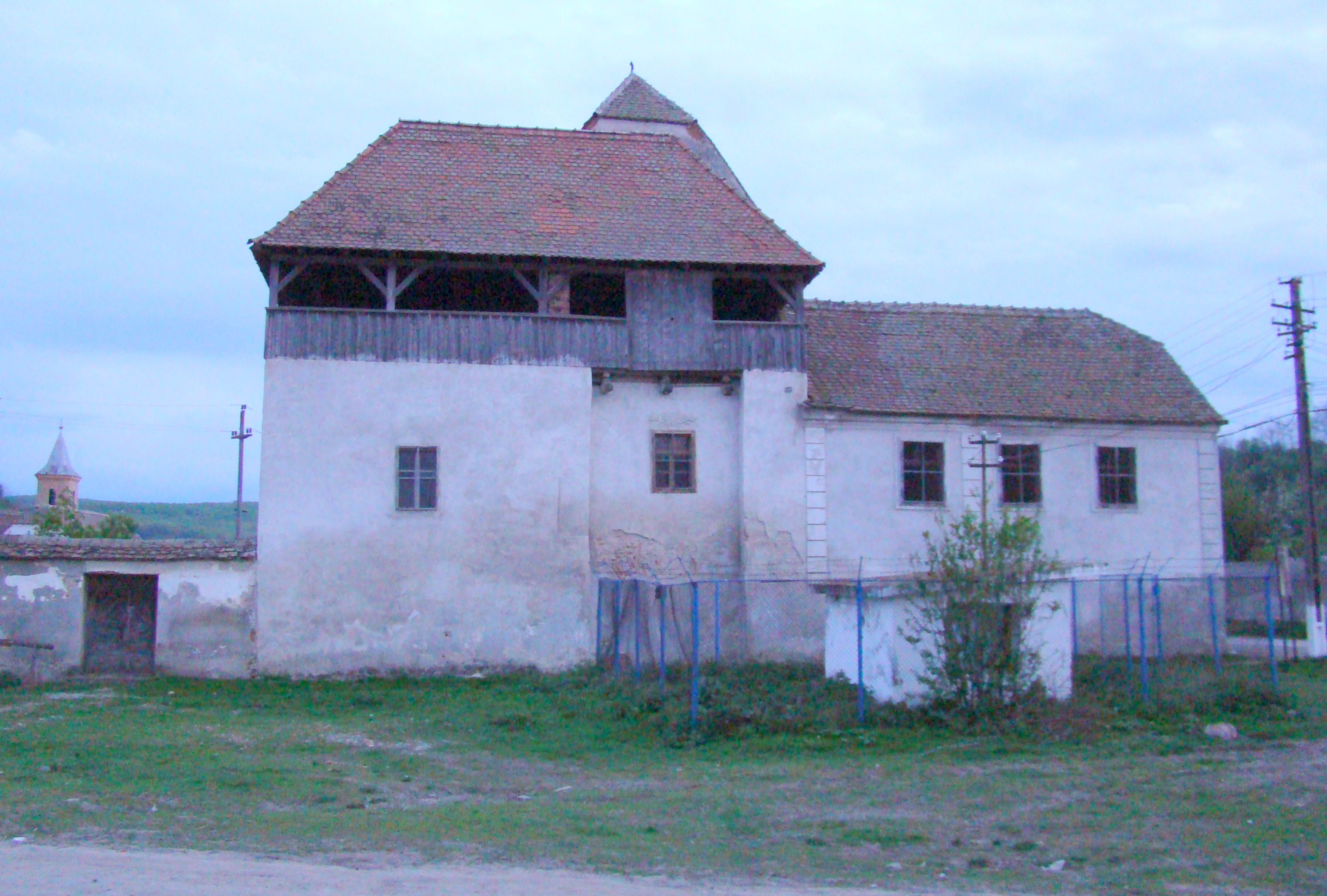
Incinta fortificată cu bastion, școala veche
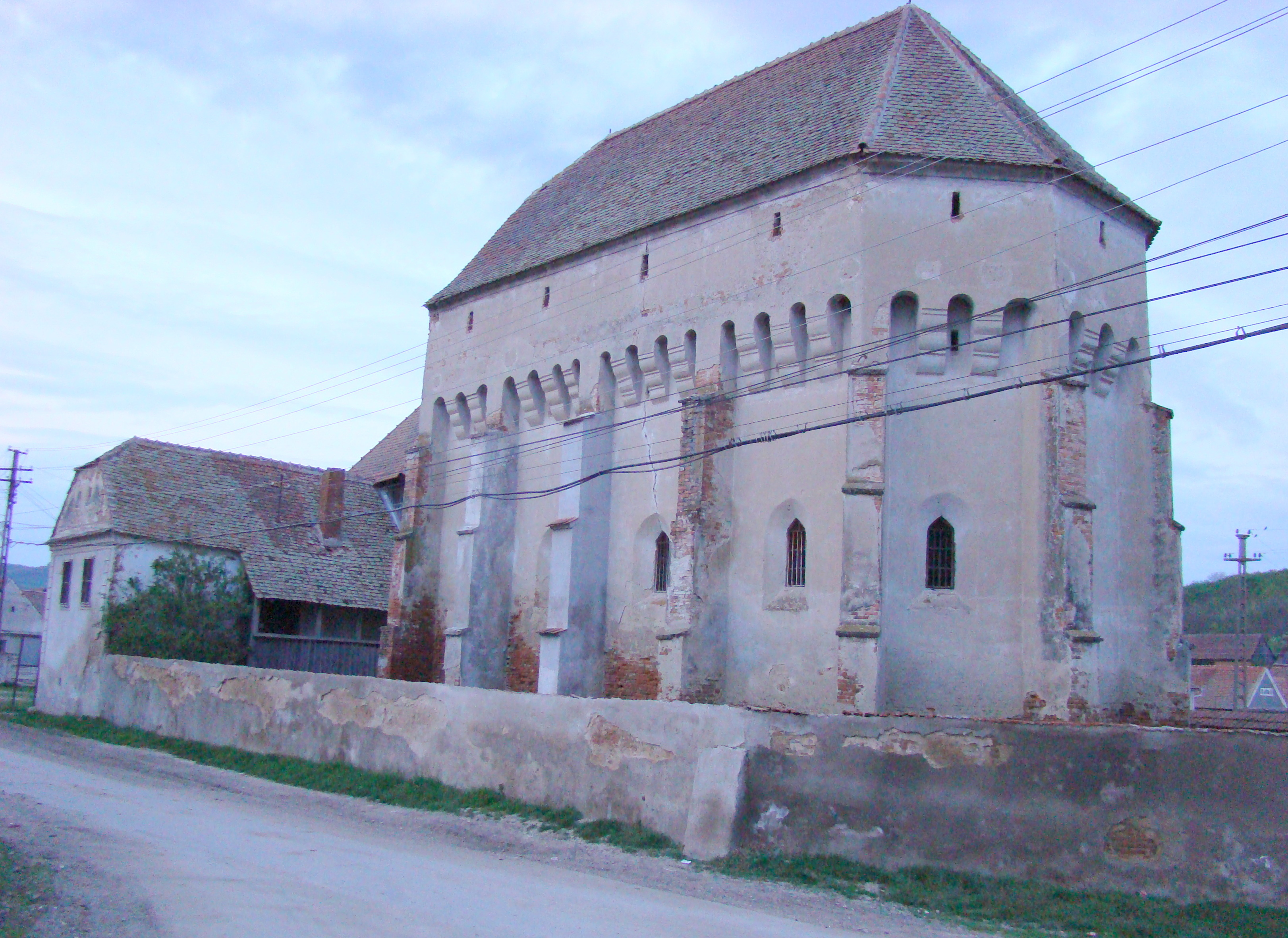
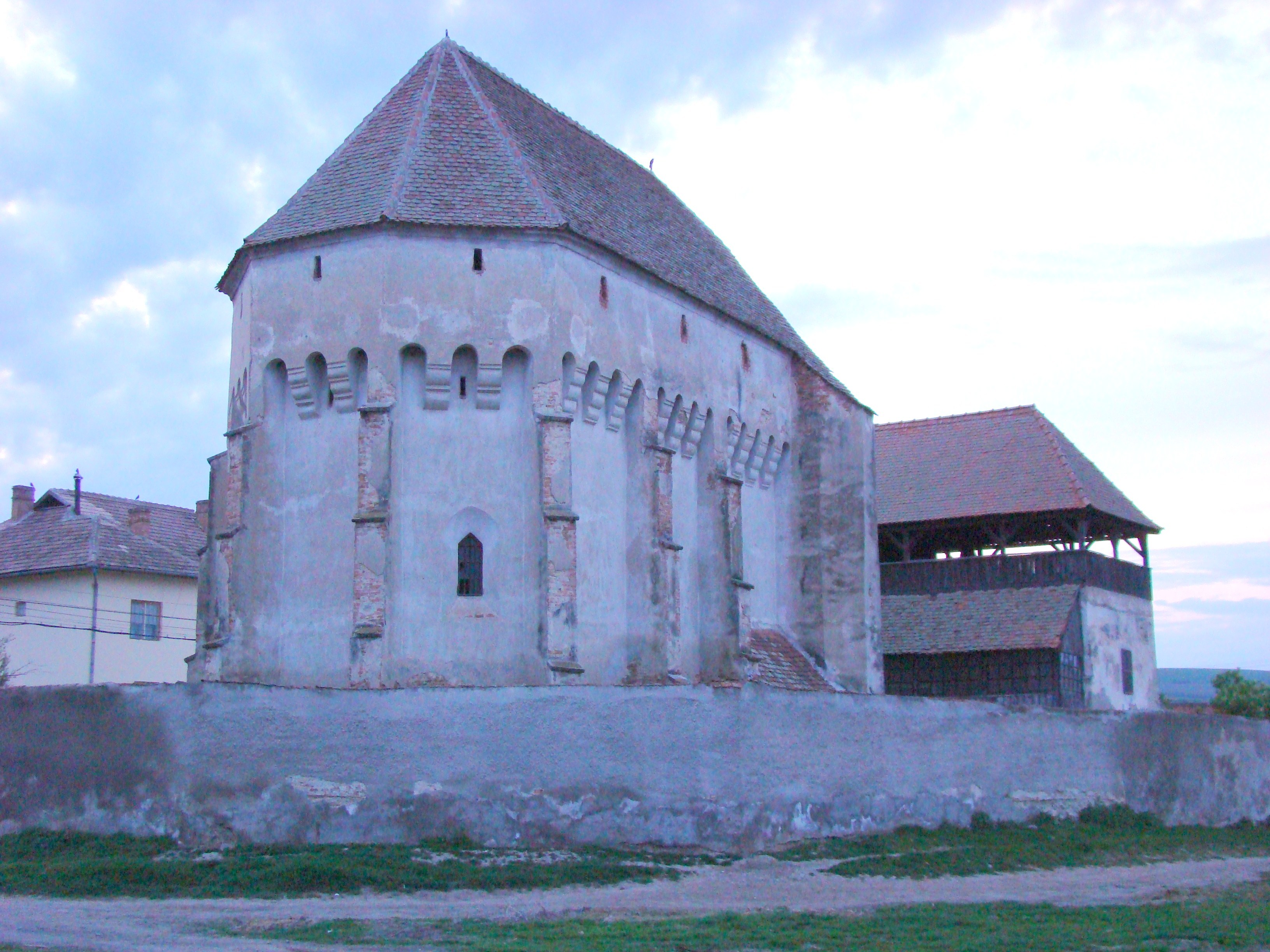